# Ченгета без значки
„Ченгета без значки“ (на английски: National Security) е американска екшън комедия от 2003 г. на режисьора Денис Дюган, по сценарий на Джей Шерик и Дейвид Рон, чиято премиера се състои на 17 януари 2003 г. в Съединените щати. Във филма участват Мартин Лорънс, Стийв Зан, Кълм Фиор, Бил Дюк, Ерик Робъртс и Мат Маккой.